# Varennes (Somme)
Varennes és un municipi francès situat al departament del Somme i a la regió dels Alts de França. L'any 2007 tenia 190 habitants.

## Demografia

### Població
El 2007 la població de fet de Varennes era de 190 persones. Hi havia 79 famílies de les quals 19 eren unipersonals (4 homes vivint sols i 15 dones vivint soles), 30 parelles sense fills i 30 parelles amb fills.
La població ha evolucionat segons el següent gràfic:
Habitants censats

### Habitatges
El 2007 hi havia 88 habitatges, 76 eren l'habitatge principal de la família, 6 eren segones residències i 6 estaven desocupats. Tots els 88 habitatges eren cases. Dels 76 habitatges principals, 69 estaven ocupats pels seus propietaris, 4 estaven llogats i ocupats pels llogaters i 3 estaven cedits a títol gratuït; 2 tenien dues cambres, 6 en tenien tres, 17 en tenien quatre i 51 en tenien cinc o més. 58 habitatges disposaven pel capbaix d'una plaça de pàrquing. A 30 habitatges hi havia un automòbil i a 39 n'hi havia dos o més.

### Piràmide de població
La piràmide de població per edats i sexe el 2009 era:
| Homes | Edats   | Dones |
| ----- | ------- | ----- |
| 0     | 95 o +  | 0     |
| 0     | 90 a 94 | 4     |
| 0     | 85 a 89 | 0     |
| 4     | 80 a 84 | 8     |
| 4     | 75 a 79 | 0     |
| 0     | 70 a 74 | 4     |
| 4     | 65 a 69 | 4     |
| 4     | 60 a 64 | 4     |
| 4     | 55 a 59 | 0     |
| 0     | 50 a 54 | 4     |
| 12    | 45 a 49 | 12    |
| 8     | 40 a 44 | 0     |
| 4     | 35 a 39 | 12    |
| 4     | 30 a 34 | 0     |
| 4     | 25 a 29 | 4     |
| 0     | 20 a 24 | 12    |
| 12    | 15 a 19 | 8     |
| 4     | 10 a 14 | 12    |
| 4     | 5 a 9   | 4     |
| 0     | 0 a 4   | 4     |

## Economia
El 2007 la població en edat de treballar era de 131 persones, 101 eren actives i 30 eren inactives. De les 101 persones actives 94 estaven ocupades (54 homes i 40 dones) i 8 estaven aturades (5 homes i 3 dones). De les 30 persones inactives 10 estaven jubilades, 9 estaven estudiant i 11 estaven classificades com a «altres inactius».

### Ingressos
El 2009 a Varennes hi havia 80 unitats fiscals que integraven 205 persones, la mediana anual d'ingressos fiscals per persona era de 18.303 €.

### Activitats econòmiques
Dels 5 establiments que hi havia el 2007, 2 eren d'empreses de construcció, 2 d'empreses de transport i 1 d'una empresa de serveis.
Dels 2 establiments de servei als particulars que hi havia el 2009, 1 era una fusteria i 1 empresa de construcció.
L'any 2000 a Varennes hi havia 9 explotacions agrícoles que ocupaven un total de 440 hectàrees.

## Poblacions més properes
El següent diagrama mostra les poblacions més properes.